# Composizione architettonica
La composizione architettonica è una disciplina presente nei corsi di studio di ingegneria edile e di architettura. Essa consiste nell'analisi degli approcci logici e artistici presenti nello sviluppo di un progetto architettonico per quanto riguarda le scelte formali (composizione di volumi e di spazi) e l'aggregazione degli elementi architettonici, nonché dell'individuazione di soluzioni che integrino la funzione con la forma. L'ambito di applicazione si estende a ogni scala di progettazione, dagli ambienti interni di un edificio fino all'urbanistica.
La composizione architettonica è strettamente correlata alla storia dell'architettura, allo studio degli stili e dei criteri che li qualificano.